# بودادجو
بودادجو (به لاتین: Boudadjou) یک منطقهٔ مسکونی در اتحاد قمر است که در گرند کومور واقع شده‌است. بودادجو ۶۲۹ نفر جمعیت دارد.